# 湖北省监察委员会
湖北省监察委员会是中华人民共和国湖北省的省级国家监察机关。与中国共产党湖北省纪律检查委员会合署办公。

## 历史沿革
1950年7月19日，湖北省人民监察委员会（省监委）开始筹备。8月正式成立。编制34人，内设办公室、财政经济处、政法文教处。1955年3月21日，湖北省人民委员会正式决定将省监委改组为湖北省监察厅，接受湖北省人民委员会和中华人民共和国监察部共同领导。1959年7月，湖北省人民委员会决定撤销湖北省监察厅，同年10月20日停止办公。1961年6月，决定复设全省监察机关，内设办公室、工交监察处、财贸监察处、农林水监察处。根据《省委、省人委关于各级行政监察机构与党委监委合编的通知》，1963年5月15日，湖北省监察厅再度停止办公。
1987年12月10日，遵照《国务院关于在县以上地方各级人民政府设立行政监察机关的通知》，湖北省人民政府决定设立湖北省监察厅，接受湖北省人民政府和中华人民共和国监察部的共同领导，独立行使职权。
2018年1月31日，湖北省监察委员会正式挂牌成立。它将省监察厅、省预防腐败局的职责，以及省人民检察院查处贪污贿赂、失职渎职及预防职务犯罪等反腐败相关职责整合，同省纪律检查委员会合署办公。不再保留省监察厅、省预防腐败局。

## 历任领导
湖北省人民监察委员会主任
- 刘子厚（1950年7月－1952年9月）
- 王海山（1952年9月－1953年1月）
- 杨子明（1953年1月－1955年1月）

湖北省监察厅厅长
- 杨子明（1955年4月－1960年1月）
- 冷裕光（1961年8月－1963年9月）

湖北省监察厅厅长
- 郝国道（1987年12月－1996年3月29日）
- 罗清泉（1996年3月29日－1998年3月）
- 王宗儒（1998年3月－2003年1月）
- 翁绍许（2003年1月[4]－2008年）
- 陈绪国（2008年2月－2011年6月）
- 吴琦（2012年3月－2017年5月24日[5]）
- 张忠凯（2017年7月－2018年1月）

湖北省监察委员会主任
- 王立山（2018年1月－2021年2月）
- 侯淅珉（2021年5月－）